# 基亚诺科
基亚诺科（意大利语：Chianocco），是意大利北部皮埃蒙特大区都灵省的一个市镇。总面积18.6平方公里，总人口1695，人口密度91.1人/平方公里（2010年12月31日）。